# خوسيه فيليكس جونيور
خوسيه فيليكس جونيور (بالإسبانية: José Félix, Jr.)‏ مواليد 5 مايو 1992 في ولاية سينالوا، المكسيك، هو ملاكم محترف مكسيكي يصنف ضمن فئة الوزن الخفيف.

## إحصائيات
خاض خلال مسيرته 35 نزالا، فاز في 33 وتعادل في 1 وخسر في 1. فاز بالضربة القاضية في 24 نزالا.

## روابط خارجية
- خوسيه فيليكس جونيور على موقع بوكس ريك (الإنجليزية) (registration required)